# Cron
A Unix rendszerekben a cron egy háttérfolyamat (daemon), amely szabályos időközönként programo(ka)t futtat (például: minden percben, naponta, hetente vagy havonta). A cron működését 3 fő, és számtalan kisegítő file szabályozza. Van két file, melyek azt adják meg, hogy mely felhasználók futtathatják a cront. Ezek a /etc/cron.allow és a /etc/cron.deny. A cronnak van egy paramétereket tartalmazó file-ja is (/etc/crontab), mely szintén feldolgozásra kerül induláskor. A program indítása után először a /var/spool/cron könyvtárban keresi meg az ún. crontab file-okat, és ezek tartalmát a memóriába tölti. A program ezután minden percben megnézi, hogy van-e olyan parancs, amelyet az adott időpontban kell elindítania. A jobok kimenetét levélben elküld(het)i a cron-t beállító felhasználó e-mail címére.
A crontab file: Tartalmazza azokat az utasításokat, melyek a cron daemont vezérlik. Minden felhasználónak külön crontab file-ja van. Az ebben levő üres sorokat, szóközöket, tabokat és a #-tel kezdődő sorokat figyelmen kívül hagyja a program. A file egy során belül az első öt mezőben (perc, óra, nap, hónap, hét napja) meghatározhatjuk az időpontot a fenti megkötéseknek megfelelően. A hatodik mező adja meg a futtatandó parancsot. Ha a parancsban van egy % jel, akkor az utána álló karaktersorozat a % jel előtti program standard bemenete lesz. Az egyes mezőkbe írhatunk *-ot is, mely azt jelenti, hogy ezt a mezőt nem kell figyelni, hiszen minden időre illetve dátumra igaz. Megadhatunk intervallumokat a két végponttal, azokat kötőjellel elválasztva, valamint listákat a számokat vesszővel elválasztva. Előírhatjuk azt is, hogy egy intervallumban csak bizonyos időpontok legyenek érvényesek. Megadhatunk számok helyett hónap és nap neveket is természetesen az angol hárombetűs rövidítésekkel. A cron a legtöbb Unix-szerű operációs rendszer alapvető tartozéka.